# Константынув-Лудзки
Константы́нув-Лу́дзки (пол. Konstantynów Łódzki [kɔnstanˈtɨnuf ˈwut͡skʲi]) — город в Польше, входит в Лодзинское воеводство, Пабяницкий повят. Имеет статус городской гмины.

## География
Занимает площадь 26,87 км².

## Население
Население — 18 206 человек (на 2019 год).

## Галерея

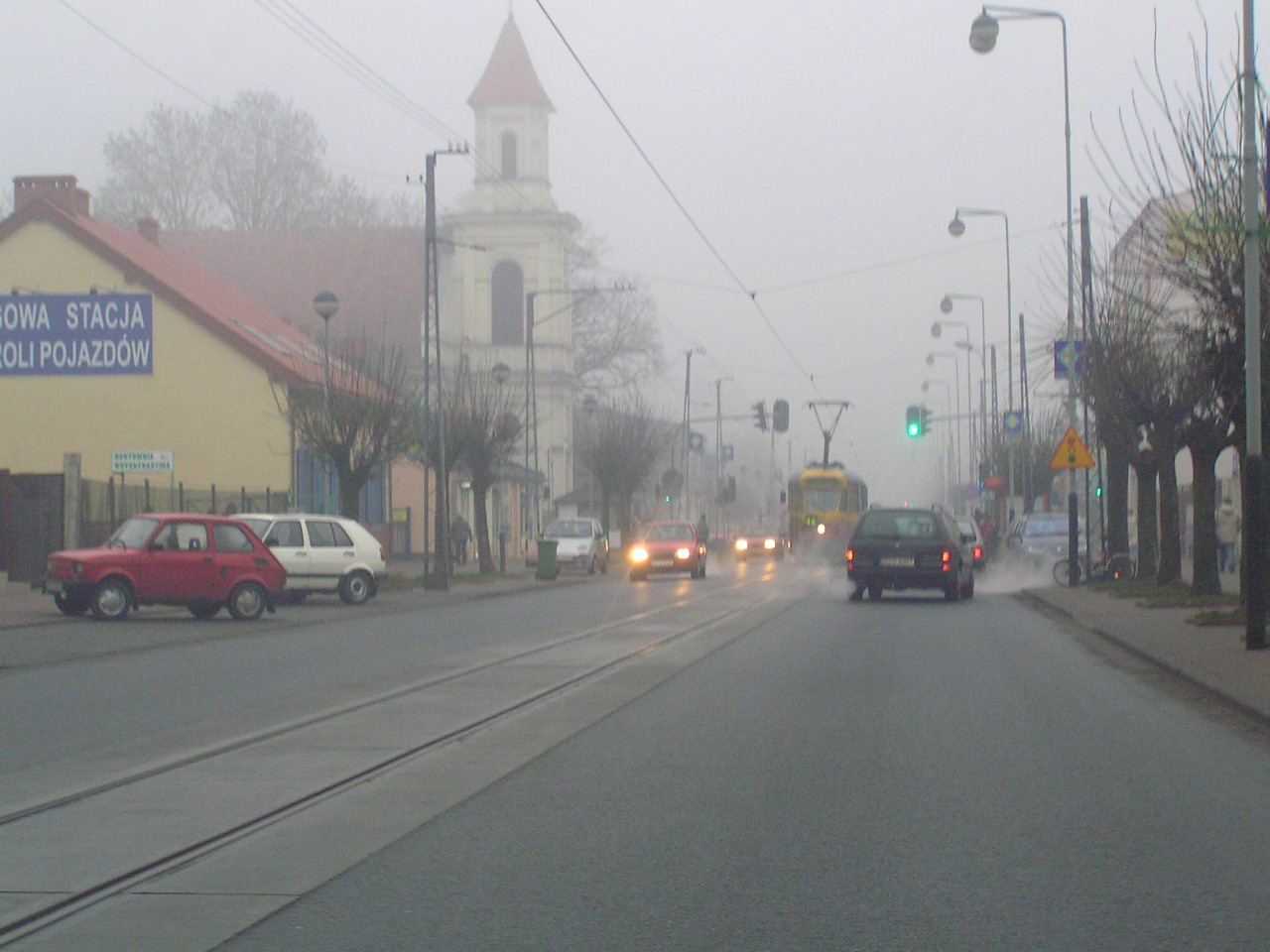
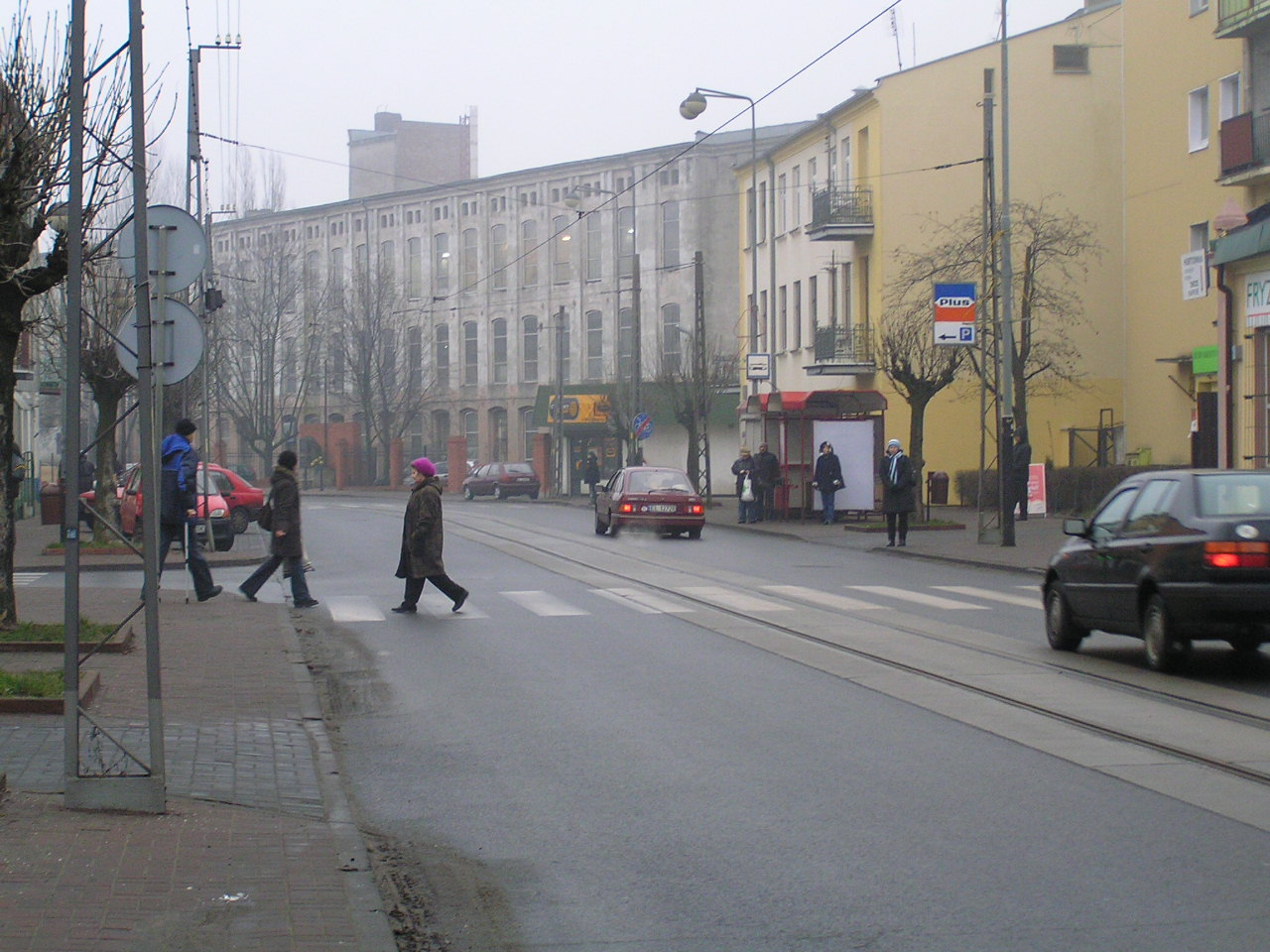